# Hodnina
Hodnina (nemško Kanin) je naselje v Občini Šentjakob v Rožu v Okraju Beljak-dežela na Koroškem v Avstriji.